# Edogawa
Edogawa (jap. 江戸川区, -ku) ist einer der 23 Stadtbezirke Tokios, der Hauptstadt Japans. Der Name ist abgeleitet vom gleichnamigen Fluss, der die nordöstliche Grenze bildet.

## Geschichte
Der Stadtbezirk Edogawa der Stadt Tokio entstand am 1. Oktober 1932 aus dem Zusammenschluss der Machi Komatsugawa (小松川町, -machi), Koiwa (小岩町, -machi) und Mizue (瑞江町, -machi), sowie der Mura Kasai (葛西村, -mura), Matsue (松江村, -mura), Shikamoto (鹿本村, -mura) und Shinozaki (篠崎村, -mura) im Minamikatsushika-gun (南葛飾郡).

## Verkehr
Es führen verschiedene Straßen durch Edogawa, nämlich die Stadtautobahn von Tokio, die Nationalstraße 14, nach Chūō oder Chiba und die Nationalstraße 357, nach Chiba oder Yokosuka.
Verschiedene Züge halten in Edogawa, nämlich die Chūō-Sōbu-Linie der JR, von Hirai oder Koiwa nach Mitaka oder Chiba, die Keiyō-Linie der JR, von Kasairinkai-Kōen nach Tokio oder Chiba, die Keisei-Hauptlinie, von Keisei-Koiwa oder Edogawa nach Taitō oder Flughafen Narita, die Shinjuku-Linie der Toei, von Funabori, Ichinoe, Mizue oder Shinozaki nach Shinjuku oder Ichikawa und die Tōzai-Linie der Tōkyō Metro, von Nishi-Kasai und Kasai nach Nakano oder Funabashi.

## Politik
- KPJ: 4
- Seikatsusha Network/Reiwa Shinsengumi: 3
- KDP/DVP: 4
- Mushozoku no Kai („Unabhängige Vers.“): 5
- Ishin: 2
- Fraktionslos: 2
- Kōmeitō: 12
- LDP: 12

Bürgermeister von Edogawa ist seit 2019 der ehemalige Kommunalbeamte Takeshi Saitō. Bei den einheitlichen Regionalwahlen 2023 wurde er mit Unterstützung von LDP und Kōmeitō mit 82,3 % der Stimmen gegen einen KPJ-gestützten Herausforderer für eine zweite Amtszeit wiedergewählt. Ebenfalls bei den einheitlichen Regionalwahlen wurden die 44 Abgeordneten im Bezirksparlament neu gewählt.
Für das Parlament der Präfektur Tokio ist Edogawa Fünfmandatswahlkreis, bei der Wahl 2021 ging je ein Sitz an Tomin First no Kai, LDP, Kōmeitō und KPJ, einer an die Unabhängige Reiko Ueda (ex-Tomin First).
Bei Wahlen zum nationalen Abgeordnetenhaus bildet der Südostteil des Bezirks seit 2024 den Wahlkreis Tokio 16, den bei der Wahl 2024 Yōhei Ōnishi (LDP) erfolgreich von seinem Vater Hideo übernahm. Der Nordwesten von Edogawa bildet nun zusammen mit dem Bezirk Sumida den 14. Wahlkreis der Präfektur, den 2024 Midori Matsushima (LDP) verteidigte.

## Söhne und Töchter der Stadt
- Ira Ishida (* 1960), Schriftsteller
- Kazuya Kamenashi (* 1986), Mitglied der J-Pop-Band KAT-TUN
- Uekusa Kazuhide (* 1960), Wirtschaftswissenschaftler
- Shūto Kōno (* 1993), Fußballspieler
- Kana Ōyama, Volleyballspieler
- Romi Park (* 1972), Synchronsprecher

## Städtepartnerschaften
- Azumino
- Tsuruoka
- Gosford

## Angrenzende Städte und Gemeinden
Als östlichster der Tokioter Bezirke grenzt er im Westen an die Bezirke Sumida und Kōtō, im Norden an Katsushika, im Osten und Südosten an die Städte Urayasu und Ichikawa in der Präfektur Chiba und im Süden an die Bucht von Tokio.
- Tokio: Stadtbezirke Sumida, Katsushika, Kōtō
- Ichikawa
- Urayasu
- Matsudo